# Sepedon ferruginosa
Sepedon ferruginosa är en tvåvingeart som beskrevs av Christian Rudolph Wilhelm Wiedemann 1824. Sepedon ferruginosa ingår i släktet Sepedon och familjen kärrflugor. Inga underarter finns listade i Catalogue of Life.